# Masdevallia elegans
Masdevallia elegans är en orkidéart som beskrevs av Carlyle August Luer och Rodrigo Escobar. Masdevallia elegans ingår i släktet Masdevallia och familjen orkidéer.
Artens utbredningsområde är Peru. Inga underarter finns listade i Catalogue of Life.